# Hallenweltmeisterschaften im Bogenschießen 1995
Die 3. Hallenweltmeisterschaften im Bogenschießen wurden vom 27. Februar bis 4. März 1995 im britischen Birmingham ausgetragen.

## Ergebnisse

### Recurvebogen
| Disziplin         | Gold                                                       | Silber                                                                       | Bronze                                                     |
| ----------------- | ---------------------------------------------------------- | ---------------------------------------------------------------------------- | ---------------------------------------------------------- |
| Männer Einzel     | Magnus Petersson                                           | Sébastien Flute                                                              | Fred van Zutphen                                           |
| Frauen Einzel     | Natalia Valeeva                                            | Patricia Michel                                                              | Natalia Nasaridze-Çakır                                    |
| Männer Mannschaft | Vereinigte Staaten Butch Johnson Rod White Edwin Eliason   | Frankreich Sébastien Flute Lionel Torrés Ludovic Cotry                       | Italien Calogero Sgarito Alessandro Rivolta Matteo Bisiani |
| Frauen Mannschaft | Ukraine Lina Herassymenko Tetjana Muntjan Natalija Bilucha | Russland Margarita Galinowskaja Jelena Tutatschikowa Nadeschda Badmazirenowa | Italien Franca Milesi Paola Fantato Cristina Ioriatti      |

### Compoundbogen
| Disziplin         | Gold                                                       | Silber                                               | Bronze                                                    |
| ----------------- | ---------------------------------------------------------- | ---------------------------------------------------- | --------------------------------------------------------- |
| Männer Einzel     | Michael Hendrikse                                          | Niels Baldur                                         | Dee Wilde                                                 |
| Frauen Einzel     | Glenda Penaz                                               | Petra Ericsson                                       | Nichola Simpson                                           |
| Männer Mannschaft | Vereinigte Staaten Michael Hendrikse Dee Wilde Reo Wilde   | Dänemark Niels Baldur Tom Henriksen Jakob Bæk        | Italien Pietro Carollo Mario Ruele Marco Plebani          |
| Frauen Mannschaft | Vereinigte Staaten Glenda Penaz Inga Low Angela Moscarelli | Schweden Petra Ericsson Ulrika Sjöwall Helena Nelson | Italien Assunta Atorino Fabiola Palazzini Carmen Ceriotti |

## Medaillenspiegel
| Platz  | Land               | Gold | Silber | Bronze | Gesamt |
| ------ | ------------------ | ---- | ------ | ------ | ------ |
| 1      | Vereinigte Staaten | 5    | –      | 1      | 6      |
| 2      | Schweden           | 1    | 2      | –      | 3      |
| 3      | Moldau             | 1    | –      | –      | 1      |
| 3      | Ukraine            | 1    | –      | –      | 1      |
| 5      | Frankreich         | –    | 3      | –      | 3      |
| 6      | Dänemark           | –    | 2      | –      | 2      |
| 7      | Russland           | –    | 1      | –      | 1      |
| 8      | Italien            | –    | –      | 4      | 4      |
| 9      | Großbritannien     | –    | –      | 1      | 1      |
| 9      | Niederlande        | –    | –      | 1      | 1      |
| 9      | Türkei             | –    | –      | 1      | 1      |
| Gesamt | Gesamt             | 8    | 8      | 8      | 24     |